# Amtsgericht Liebenstein
Das Amtsgericht Liebenstein war ein von 1879 bis 1923 bestehendes Gericht der ordentlichen Gerichtsbarkeit mit Sitz im thüringischen Liebenstein.

## Geschichte
Anlässlich der Einführung des Gerichtsverfassungsgesetzes am 1. Oktober 1879 wurde im Herzogtum Sachsen-Coburg und Gotha ein Amtsgericht zu Liebenstein errichtet, dessen Sprengel aus dem Bezirk des vorherigen Justizamts Liebenstein mit den damaligen Gemeinden Arlesberg, Dörrberg, Elgersburg, Frankenhain, Gera, Gossel, Gräfenroda, Kettmannshausen, Liebenstein, Manebach, Neuroda, Rippersroda und Traßdorf und der bis dahin zum Justizamt Zella gehörenden Ortschaft Gehlberg gebildet wurde. Übergeordnete Instanz war das Landgericht Gotha.
Am 1. Oktober 1923 wurde das Amtsgericht Liebenstein aufgehoben und aus seinem Bezirk die Orte Dörrberg, Frankenhain, Gehlberg, Gossel, Gräfenroda, Kettmannshausen, Liebenstein und Rippersroda dem Amtsgericht Arnstadt, Arlesberg, Elgersburg, Gera, Manebach und Neuroda dem Amtsgericht Ilmenau sowie Traßdorf dem Amtsgericht Stadtilm zugeteilt.